# Hans Meyer (fotbollstränare)

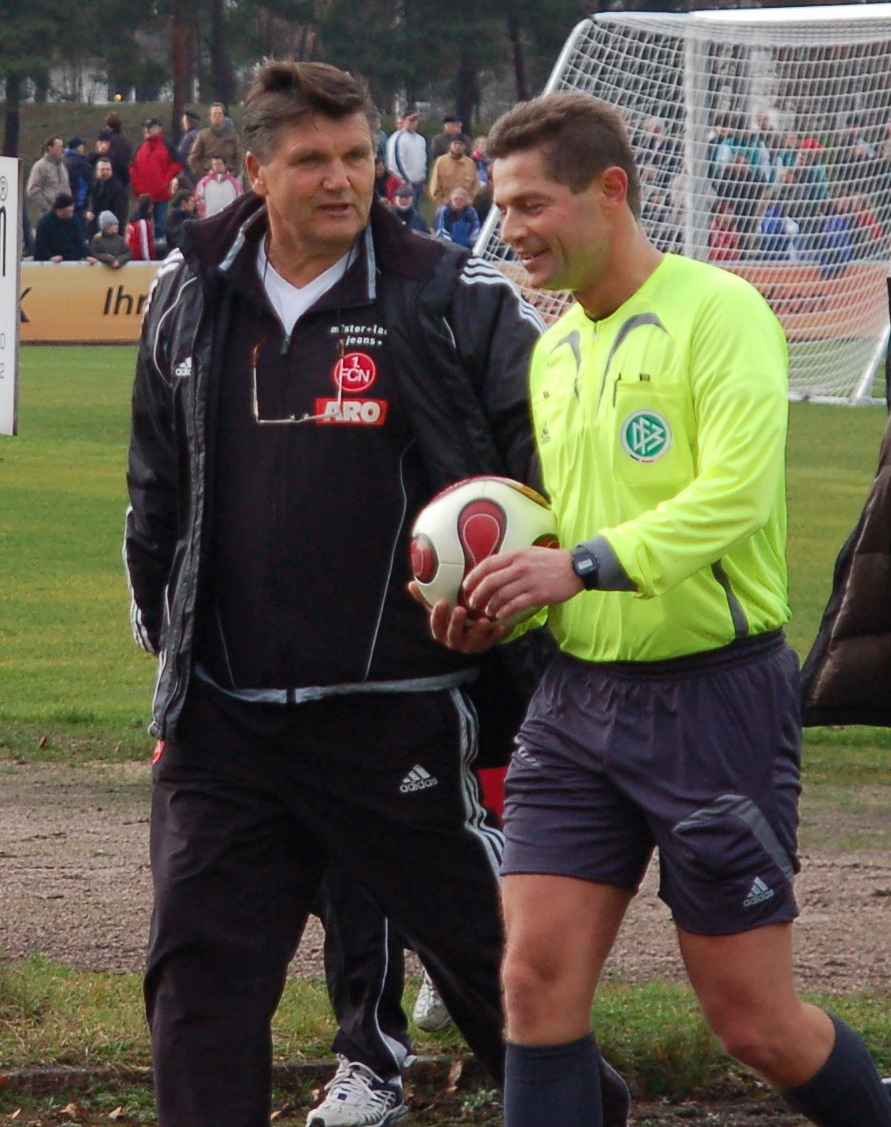
Hans Meyer (vänster) och en domare

Hans Meyer, född 3 november 1942, är en tysk fotbollstränare och före detta professionell spelare.
Hans Meyer hade stora framgångar med FC Carl Zeiss Jena i början av 1980-talet och lotsade laget till final i Cupvinnarcupen 1981. Efter murens fall verkade Meyer i olika föreningar. Meyer förde 2000-2001 Borussia Mönchengladbach tillbaka till Bundesliga. 2005-2006 fick Meyer epitetet mirakeltränare då han vände 1. FC Nürnbergs negativa trend och förde upp laget till en slutlig åttondeplats.

## Tränaruppdrag
- Borussia Mönchengladbach (1999-2003, 2008-)
- 1. FC Nürnberg (2005-2008)
- Hertha BSC Berlin (2004)
- FC Carl Zeiss Jena